# Дмитровка (Барвенковская городская община)
Дмитровка (укр. Дмитрівка), село,
Ивановский Второй сельский совет,
Изюмский район,
Харьковская область.
Код КОАТУУ — 6320483602. Население по переписи 2001 г. составляет 533 (260/273 м/ж) человека.

## Географическое положение
Село Дмитровка находится на обоих берегах реки Берека.

## Происхождение названия
Часть села Дмитровка иногда называют Екатериновка - это остатки присоединенного села.
На территории Украины 42 населенных пункта с названием Дмитровка.

## Экономика
- В селе есть молочно-товарная, свино-товарная и овце-товарная фермы, машинно-тракторные мастерские.

## Достопримечательности
- Братская могила
- Энтомологический заказник местного значения «Красногорский» (укр. Красногірський). Заповедный участок размещен на склонах степной балки южной экспозиции. Растительный покров образует ассоциации кистарниковых (с караганой кустарниковой, тёрном) и ковыльно-разнотравных степей с участием видов ковыля, типчака, маренки розовой, василька восточного, омана шершавого, видов шавеля, зопника, астрагала. В заказнике обитают более 20 видов пчелиных: антофоры, мелитты, эвцеры, андрены, галикты, шмели степные и др. Среди них — представители Красной книги Украины — рофитоидес серый, мелиттурга булавоусая, шмель армянский [1]
- На севере от села находятся остатки Украинской оборонительной линии.